# Ampedus nigricollis
Ampedus nigricollis es una especie de escarabajo del género Ampedus, familia Elateridae. Fue descrita científicamente por Herbst en 1806.
Mide 8-12 mm. Los adultos invernan bajo la corteza de árboles muertos. Se encuentra en el este de los Estados Unidos y Canadá. 

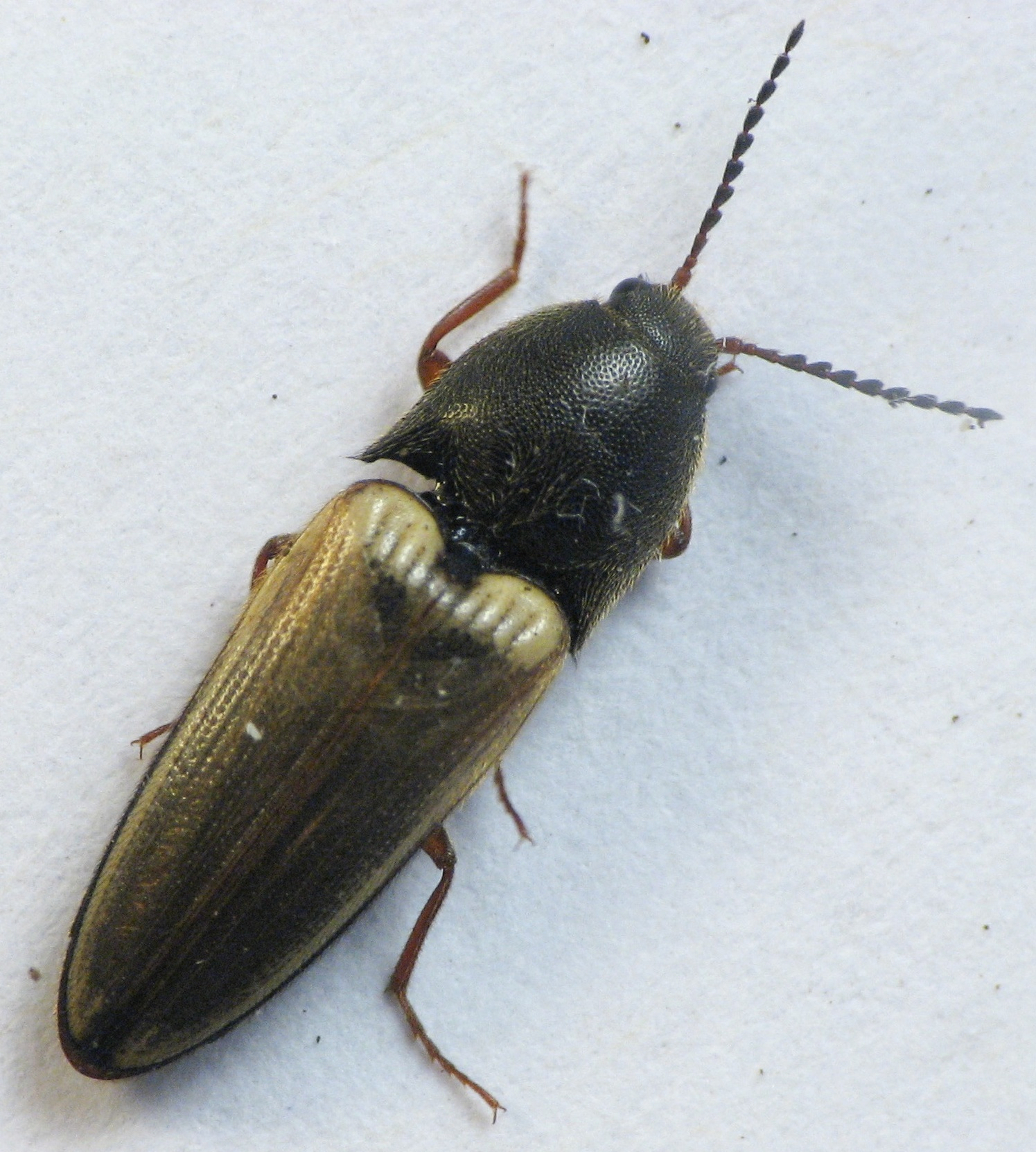